# Георгіївка (Феодосійський район)
Гео́ргіївка (крим. Ğeorgiyivka, до 1939 року — Новогеоргіївка) — село Феодосійського району Автономної Республіки Крим.

## Опис
Розташоване у центрі району, в степовому Криму на правому березі річки Сувлу-Індол, з південного боку Північнокримського каналу та автодороги Херсон — Керч, висота центру села над рівнем моря — 43 м . Найближчі села — Шахтине в 0,5 км на північ і Восточне в 2 км на південь.
Відстань від райцентру до населеного пункта становить 37 кілометрів по прямій. Селище Ічкі — приблизно за 20 кілометрів (шосе) на північний захід, найближча залізнична станція — Новофедорівка (на лінії Джанкой — Феодосія) — близько 18 кілометрів.
За даними сільрадина 2009 рік село займало площу 2,6 гектара, мешканців та дворів не значилося. Є одна вулиця — Виноградна.

## Історія
Вперше в історичних документах селище зустрічається в Списку населених пунктів Кримської АРСР по Всесоюзному перепису 17 грудня 1926 року, згідно з яким у селі Ново-Георгіївка, Ак-Кобекської сільради Феодосійського району числилося 11 дворів, усі селянські, населення становило 46 осіб, усі болгари.
Постановою ВЦВК «Про реорганізацію мережі районів Кримської АРСР» від 30 жовтня 1930 Феодосійський район був скасований і село включили до складу Сейтлерського, а з утворенням в 1935 році Ічкинського — у складі нового району.
За даними всесоюзна перепис населення 1939 року у селі проживало 97осіб. На кілометровій карті Генштабу Червоної армії 1941 року село вже зветься Георгіївка.
За даними перепису 1989 року у селі проживало 3 людини. За даними сільради, село на 2009 рік вже припинило існування, але ще значиться серед діючих.